# VfL Geseke
Der VfL Geseke (offiziell: Verein für Leibesübungen 09 Geseke e. V.) war ein Sportverein aus Geseke im Kreis Soest. Die erste Fußballmannschaft spielte drei Jahre in der höchsten westfälischen Amateurliga.

## Geschichte
Der Verein wurde im Jahre 1909 gegründet. Die Fußballer stiegen im Jahre 1934 in die seinerzeit zweitklassige Bezirksklasse Ostwestfalen auf, mussten aber nach einem Jahr wieder absteigen. Nach dem direkten Wiederaufstieg konnten sich die Geseker in der Bezirksklasse etablieren. Im Jahre 1937 verpassten die Geseker die Qualifikation für den Tschammerpokal, dem Vorläufer des DFB-Pokals nur knapp. Das entscheidende Spiel auf westfälischer Ebene wurde gegen Borussia Dortmund mit 2:3 nach Verlängerung verloren.
Im Jahre 1948 erreichte der VfL die Aufstiegsrunde zur Landesliga, die damals die höchste Amateurliga Westfalens war. Die Geseker scheiterten allerdings an Sparta Nordhorn. Drei Jahre später wurde die Mannschaft Meister der Bezirksklasse Paderborn und stieg in die kurzlebige 2. Landesliga Westfalen auf. Aus dieser stieg der VfL als Drittletzter prompt wieder ab. 1953 wurden die Geseker erneut Bezirksklassenmeister und stiegen in die Landesliga auf. Der sportliche Zenit wurde in der Saison 1954/55 erreicht, als die Geseker Tabellensiebter wurden. Ein Jahr später verpasste die Mannschaft die Qualifikation für die neu geschaffene Verbandsliga Westfalen und spielte nur noch viertklassig. Im Jahre 1958 ging es für den VfL erneut zurück in die Bezirksklasse.
Der Wiederaufstieg in die Landesliga gelang erst im Jahre 1976 und die Geseker wurden in dort in der folgenden Spielzeit 1976/77 auf Anhieb Vizemeister hinter der TSG Harsewinkel. Drei Jahre später folgte eine erneute Vizemeisterschaft, dieses Mal hinter dem SC Eintracht Heessen sowie dritte Plätze in den Jahren 1980 und 1988. Im Jahre 1993 stieg die Mannschaft wieder in die Bezirksliga ab, wo die Geseker mehrfach den dritten Platz belegten.

## Persönlichkeiten
- Dettmar Cramer
- Ferdinand Fabra
- Heinz Knüwe
- Josef Linneweber
- Bernhard Marx
- Josef Marx
- Theodor Rieländer
- Theo Uppenkamp

## Nachfolgeverein SV 03 Geseke
Im Jahre 2003 fusionierte der VfL Geseke mit dem im Jahre 1920 gegründeten Verin DJK Blau-Weiß Geseke zum SV 03 Geseke. Die DJK Blau-Weiß Geseke spielte in der Saison 1990/91 sowie von 1994 bis 1997 in der Bezirksliga und brachte mit Dominic Peitz einen späteren Profi hervor.
Der SV 03 Geseke stieg prompt in die Landesliga auf, musste aber nach zwei Jahren wieder in die Bezirksliga absteigen, ehe es 2010 runter in die Bürener Kreisliga A ging. Zwei Jahre später folgte der Wiederaufstieg in die Bezirksliga, dem jedoch der direkte Wiederabstieg in die Paderborner Kreisliga A folgte. Nach drei Vizemeisterschaften in vier Jahren wechselte der Verein 2017 in den Fußballkreis Lippstadt und schaffte auf Anhieb den Aufstieg in die Bezirksliga. Nach nur einer Saison stieg die Mannschaft wieder ab, schaffte aber bereits 2020 den direkten Wiederaufstieg in die Bezirksliga. Fünf Jahre später folgte der Abstieg in die Kreisliga A.